# Oryzomys couesi
Oryzomys couesi е вид гризач от семейство Мишкови (Muridae). Видът не е застрашен от изчезване.

## Разпространение
Разпространен е в Белиз, Гватемала, Колумбия, Коста Рика, Мексико, Никарагуа, Панама, Салвадор, САЩ и Хондурас.
Регионално е изчезнал в Ямайка.

## Описание
Теглото им е около 69,3 g.